# Список Героїв Соціалістичної Праці (Вінницька область)
У списку представлені Герої Соціалістичної Праці, пов'язані із Вінницькою областю.

### Двічі Герої Соціалістичної Праці
1. Вдовенко Петро Федорович
2. Желюк Пилип Олексійович
3. Марцин Тетяна Пилипівна
4. Надкерничний Юліан Антонович
5. Романенко Прокіп Каленикович

### Герої Соціалістичної Праці та повні кавалери ордена Слави
1. Пеллер Володимир Ізраїлевич
2. Яровий Михайло Савич

### Герої Соціалістичної Праці
1. Андрєєв Євген Васильович
2. Андрусь Іван Фрезонович
3. Бабенко (Скакодуб) Марфа Пилипівна
4. Бабина Феофіла Гаврилівна
5. Бабицький Іван Антонович
6. Байда Іван Мойсейович
7. Бакуль Валентин Миколайович
8. Барабані Мотря Андріївна
9. Баштанар Любов Іванівна
10. Бичок Іван Іванович
11. Білінська Ганна Григорівна
12. Біліченко Віктор Григорович
13. Білоус Мечислав Дмитрович
14. Боєчко Агафія Гордивна
15. Бойко Михайло Якимович
16. Бойко Павло Семенович
17. Бойчук Василь Сафронович
18. Бондар Олександр Васильович
19. Бондарчук Іван Афанасійович
20. Борщевська (Шостак) Марфа Макарівна
21. Брацлавська (Ніколаєнко) Марія Харитонівна
22. Бубновський Микита Дмитрович
23. Бубчиков Іван Йосипович
24. Бучацька Марія Іванівна
25. Бушинський Аполлінарій Іванович
26. Валявський Петро Олександрович
27. Василик Тетяна Антонівна
28. Васильківський Дмитро Іванович
29. Верес (Пікула) Варвара Яківна
30. Веселий Іван Артемович
31. Видиш Ганна Юхимівна
32. Вільчинський Володимир Тадейович
33. Вітвіцький Олександр Павлович
34. Вовк Варвара Овсіївна
35. Вознюк Василь Іванович
36. Врасій Микола Карпович
37. Гаврилюк Станіслав Іванович
38. Галушка Марія Максимівна
39. Галущак Сава Кирилович
40. Гарматюк Ганна Павлівна
41. Герасько Степан Володимирович
42. Глущенко Галина Євдокимівна
43. Гнидюк Іван Сидорович
44. Годованець Петро Аврамович
45. Голотюк Карпо Петрович
46. Гонаженко Ольга Калістратівна
47. Гончарук Антон Миколайович
48. Гончарук Мотря Захарівна
49. Гордійчук Текля Омелянівна
50. Гринишина Ганна Дмитрівна
51. Гуляренко Степан Никифорович
52. Гуменний Іван Микитович
53. Гурик Йосип Васильович
54. Дегтярьов Сергій Савватійович
55. Деньдобра Антоніна Пилипівна
56. Десяк Ольга Федорівна
57. Дзюба Павло Денисович
58. Димінський Іван Йосипович
59. Діброва Микита Якович
60. Домбровський Гаврило Васильович
61. Дяченко Іван Омелянович
62. Заболотна Марфа Трохимівна
63. Заверюха Антоніна Іванівна
64. Завойський Євген Костянтинович
65. Заворотня (Заболотна) Агафія Абрамівна
66. Загоруйко Анатолій Григорович
67. Задворний Павло Гаврилович
68. Задніпрянець Мотря Макарівна
69. Зальцман Ісаак Мойсейович
70. Захаревич (Ковальчук) Феодосія Федорівна
71. Захарчук Катерина Назарівна
72. Зварич Наталя Володимирівна
73. Звєрєв Микола Пилипович
74. Іваніцький Федір Григорович
75. Іванова Яніна Григорівна
76. Ігнатов Олександр Дмитрович
77. Ілик Горпина Максимівна
78. Їжаківський Станіслав Якович
79. Кавун Василь Михайлович
80. Калинник Михайло Іванович
81. Кальницький Іван Сергійович
82. Каракой Тихін Кирилович
83. Карбовський Семен Романович
84. Кардаш Надія Мартиянівна
85. Карман Катерина Петрівна
86. Касько Марія Степанівна
87. Качур Василь Захарович
88. Киналь Надія Лаврентіївна
89. Климбовський Олександр Андрійович
90. Ковальчук Ганна Василівна
91. Козир Павло Пантелейович
92. Козяр Ганна Степанівна
93. Кокарека Наталія Логвинівна
94. Комасюк Ніна Оникіївна
95. Кондель Олексій Єрмолайович
96. Консовський Михайло Владиславович
97. Корсун Ніна Олексіївна
98. Костіков Андрій Григорович
99. Коцюруба Марія Іванівна
100. Кошик Ганна Арсентіївна
101. Кравчик Яків Євстафійович
102. Кравчук Катерина Олексіївна
103. Кравчук Наталія Петрівна
104. Крещенецький Микола Оверкович
105. Кузик Григорій Йосипович
106. Кундиловський Антон Федорович
107. Кундиловська (Мароховець) Марія Антонівна
108. Кучеренко (Ревунова) Євгенія Маркіянівна
109. Кушнір Петро Назарович
110. Легкий Адам Платонович
111. Лук'янов Олексій Іванович
112. Лук'янчиков Павло Михайлович
113. Лятавський Анатолій Васильович
114. Магдич Степан Володимирович
115. Маєвський Венедикт Романович
116. Малярчик Євдокія Матвіївна
117. Маринич Марія Микитівна
118. Маркітан Анатолій Васильович
119. Марценюк Пилип Петрович
120. Матіяш Ганна Дем'янівна
121. Матусяк Андрон Онисимович
122. Меєр (Добрянська) Олександра Тимофіївна
123. Мельницький Андрій Петрович
124. Михайлик Пелагія Олександрівна
125. Мотель Фросина Денисівна
126. Музика Микола Олексійович
127. Мулярчук Дорофій Овсійович
128. Мушенко Марія Іларіонівна
129. Мушинський Антон Олександрович
130. Найколюк Лаврентій Дмитрович
131. Наумчак Ольга Іллівна
132. Ніцак Антон Євменович
133. Новак Устина Омелянівна
134. Одеський Федір Ісаакович
135. Олексюк Лаврентій Денисович
136. Олійник Єфрем Касянович
137. Ольховик Петро Макарович
138. Орел Дмитро Родіонович
139. Осаулко Василь Іванович
140. Осипчук Володимир Васильович
141. Остапчук Дем'ян Федорович
142. Островська Олександра Петрівна
143. Осьмушко (Малашнюк) Любов Петрівна
144. Очеретнюк Степанида Сафронівна
145. Павленко Ганна Павлівна
146. Павленко Дмитро Полікарпович
147. Паламарчук Іван Дементійович
148. Пасічник Іван Микитович
149. Пасічник (Прокопишена) Раїса Василівна
150. Патлатюк Олександр Яремович
151. Перковський Іван Люціанович
152. Перкун Анатолій Софронович
153. Плахотна Олена Савівна
154. Плахотник Мотрона Юхимівна
155. Повар Ганна Степанівна
156. Повідало Петро Карпович
157. Поворознюк Віктор Лукич
158. Пойдюк Григорій Карпович
159. Поліщук (Вовчок) Тетяна Семенівна
160. Попов Віктор Іванович
161. Порхун Микола Іванович
162. Поштар Василь Кирилович
163. Приймак Федір Львович
164. Ратушний Іван Іванович
165. Реп'ях Тимофій Арсенович
166. Родич Олена Федорівна
167. Розборський Олександр Андрійович
168. Романенко Євдокія Іллівна
169. Романенко Тилимон Іванович
170. Ромащук Євдокія Іванівна
171. Рубель Петро Іванович
172. Рудяк Григорій Софронович
173. Садова Олександра Семенівна
174. Сапчук Карпо Михайлович
175. Сапчук Пелагея Пилипівна
176. Семенчук Лариса Григорівна
177. Сенчишина (Люльчак) Ганна Яківна
178. Серафенюк Анатолій Олександрович
179. Середа Олександра Яківна
180. Слободянюк (Франчук) Любов Федотівна
181. Слободянюк Маркіян Сергійович
182. Снідевич Марія Карпівна
183. Собідко Федір Васильович
184. Сорочинська Тетяна Онуфріївна
185. Стельмах Михайло Панасович
186. Столяр Тимофій Федорович
187. Струмилін Станіслав Густавович
188. Судачок Тимофій Миколайович
189. Сухина Мефодій Дементійович
190. Теплицький Віктор Маркович
191. Тимошенко Євдокія Терентіївна
192. Тихорський Василь Дмитрович
193. Ткач Олександр Мефодійович
194. Томашевський Петро Казимирович
195. Топчій Дмитро Гаврилович
196. Трусь Михайло Захарович
197. Федорчук Марія Тимофіївна
198. Фещук Павло Пилипович
199. Фомова Наталія Карпівна
200. Хіміч Василь Петрович
201. Хоменко Федір Пантелеймонович
202. Хом'як Софія Кузьмівна
203. Хрипливий Василь Іванович
204. Цвігун Семен Кузьмич
205. Цмокалюк Ісаак Миколайович
206. Цяпенко Федір Захарович
207. Черкасова Марія Петрівна
208. Чернега Микола Євдокимович
209. Чешенко Лідія Григорівна
210. Чорнобаєва (Гринчик) Марія Пилипівна
211. Чумак Авраам Пилипович
212. Чухнюк Олена Миронівна
213. Шаргало Віра Мартинівна
214. Швець (Сулима) Ганна Дмитрівна
215. Швець Євдокія Андріївна
216. Шморгун Митрофан Полікарпович
217. Пінирук Фросина Артемівна
218. Шпак Анастасія Анатоліївна
219. Щербатий Іван Микитович
220. Щербатюк Євдокія Остапівна
221. Щербенюк Василь Михайлович
222. Щербина Володимир Васильович
223. Шулімова Олександра Андріївна
224. Яцик (Швець) Параска Іонівна
225. Ящук Феодосій Логвинович